# Maechidius occidentalis
Maechidius occidentalis är en skalbaggsart som beskrevs av Britton 1957. Maechidius occidentalis ingår i släktet Maechidius och familjen Melolonthidae. Inga underarter finns listade i Catalogue of Life.